# Hrabiowie Foix
Hrabiowie Foix – władcy hrabstwa Foix w południowej Francji.

## Lista hrabiów Foix

### Dom de Foix
- 1010–1034: Bernard Roger
- 1034-1067: Roger I, pierwszy hrabia
- 1067-1124: Roger II, drugi hrabia
- 1124-1148: Roger III, trzeci hrabia
- 1148-1188: Roger-Bernard I, czwarty hrabia
- 1188-1223: Rajmund-Roger, piąty hrabia
- 1223-1241: Roger-Bernard II, szósty hrabia
- 1241-1265: Roger IV, siódmy hrabia
- 1265-1302: Roger-Bernard III, ósmy hrabia

### Dom Foix-Béarn
- 1302–1315: Gaston I de Foix-Béarn, dziewiąty hrabia
- 1315-1343: Gaston II de Foix-Béarn, dziesiąty hrabia
- 1343-1391: Gaston III de Foix-Béarn, jedenasty hrabia
- 1391-1398: Mateusz de Foix-Castelbon, dwunasty hrabia
- 1398-1412: Izabela de Foix-Castelbon, trzynasta hrabina

### Dom Foix-Grailly
- 1412–1436: Jan I de Foix-Grailly, czternasty hrabia
- 1436-1472: Gaston IV de Foix-Grailly, piętnasty hrabia
- 1472-1483: Franciszek Febus, szesnasty hrabia
- 1483-1517: Katarzyna z Nawarry, siedemnasta hrabina

### Dom Albret
- 1517–1555: Henryk I, osiemnasty hrabia[1]
- 1555-1572: Joanna d’Albret, dziewiętnasta hrabina

### Burbonowie
- 1572-1607 : Henryk II, dwudziesty hrabia[2]